# Roger Dormoy
Marie Jacques Roger Dormoy (né le 16 août 1914 à Ismaïlia, en Égypte et mort le 7 mai 1984 à Paris) est un directeur de la photographie français.

## Filmographie

### Comme directeur de la photographie

#### Cinéma
- 1947 : Antoine et Antoinette (caméraman) de Jacques Becker
- 1947 : Six heures à perdre (caméraman) de Alex Joffé et Jean Lévitte
- 1948 : La Carcasse et Le Tord-cou de René Chanas
- 1949 : Fandango de Emil-Edwin Reinert
- 1949 : Pas de week-end pour notre amour de Pierre Montazel
- 1949 : Je n'aime que toi de Pierre Montazel
- 1949 : La Lanterne des morts (documentaire) de Jacques de Casembroot
- 1949 : Mon ami Sainfoin de Marc-Gilbert Sauvajon
- 1949 : Les Eaux troubles de Henri Calef
- 1950 : Rendez-vous avec la chance de Emil-Edwin Reinert
- 1950 : Un sourire dans la tempête de René Chanas
- 1951 : Mademoiselle Josette, ma femme de André Berthomieu
- 1951 : Tapage nocturne de Marc-Gilbert Sauvajon
- 1952 : Jocelyn de Jacques de Casembroot
- 1953 : La Vie passionnée de Clemenceau de Gilbert Prouteau
- 1953 : Au diable la vertu de Jean Laviron
- 1953 : Si Versailles m'était conté... de Sacha Guitry
- 1953 : Mon frangin du Sénégal de Guy Lacourt
- 1953 : La Route du bonheur de Maurice Labro et Giorgio Simonelli
- 1954 : Le Secret d'Hélène Marimon de Henri Calef
- 1955 : Napoléon de Sacha Guitry
- 1955 : Mr. Arkadin de Orson Welles (partie française - non crédité)
- 1955 : Fantaisie d'un jour de Pierre Cardinal
- 1956 : Courte tête de Norbert Carbonnaux
- 1957 : Fumée blonde de Robert Vernay et André Montoisy
- 1958 : C'est la faute d'Adam de Jacqueline Audry
- 1958 : Le Temps des œufs durs de Norbert Carbonnaux
- 1958 : Mon coquin de père de Georges Lacombe
- 1960 : Boulevard de Julien Duvivier
- 1960 : Le Gigolo de Jacques Deray

#### Télévision
- 1962-1964 : Commandant X -  de Jean-Paul Carrère
- 1962 : Les Cinq Dernières Minutes (série), épisode C'était écrit de Claude Loursais
- 1962 : Oncle Vania (téléfilm) de Stellio Lorenzi
- 1964 : La Terreur et la Vertu : Danton - Robespierre de Stellio Lorenzi
- 1969 : Jacquou le Croquant (mini-série), de Stellio Lorenzi
- 1975 : Aurore et Victorien (série) de Jean-Paul Carrère